# Ernst Lehmann (Historiker)
Ernst Lehmann (* 11. September 1906 in Graz, Österreich-Ungarn; † 1990 in Pulheim) war  ein österreichischer Historiker, sudetendeutscher Volkstumskämpfer und Mitbegründer des Witikobundes. 

## Leben
Ernst Lehmann, Sohn des Volkstumskämpfers  Emil Lehmann, war bis zur Vertreibung als Pfarrer der Deutschen Evangelischen Kirche in Böhmen, Mähren und Schlesien im nordböhmischen Friedland tätig. Er gehört mit Eugen Lemberg und Karl Valentin Müller zu einem der ideologischen Vorkämpfer der sudetendeutschen Volkstumsbewegung in der Zwischenkriegszeit, im Nationalsozialismus und in der Bundesrepublik Deutschland. Er war Mitglied in der Sudetendeutschen Partei (SdP), sein Aufnahmegesuch in die NSDAP wurde 1939 wegen seines geistlichen Berufs abgelehnt.
Noch nach 1945 konnte er sich für den Einsatz der Ostkunde als Unterrichtsfach an Schulen in Westdeutschland engagieren. Lehmann schloss sich dem Netzwerk der Ostforscher an. Im sudetendeutschen Milieu fand er große Anerkennung, Kritiker warfen ihm hingegen sein deutschnational-völkisches Gedankengut vor, der Witikobund wird vielfach als rechtsextrem eingestuft.
In Um tiefere Wurzeln beschreibt er sein lebenslanges Ringen um die Anerkennung der Rechte der Sudetendeutschen.

## Publikationen
- Um tiefere Wurzeln. Sudetendeutsche Erinnerungen am Abgrund der Ersatzreligion, Verlagshaus Sudetenland, München 1979
- Eingliederung der Vertriebenen und Flüchtlinge in Westdeutschland als Unterrichtsaufgabe eine Handreichung, Hannover-Linden: Jäger, 1964
- Mithrsg.: Um Glaube und Heimat. Evangelische Bausteine zum sudetendeutschen Geschichtsbild. Mit einer Weiterführung bis zur Gegenwart und Beiträgen über die Sonderentwicklung in Schlesien, Melsungen, Glaube und Heimat, 1957. (= Schriften der Gemeinschaft evangelischer Sudetendeutscher e.V., Folge 3/4)
- (Hrsg.): Der deutsche Osten im Unterricht, Weilburg/Lahn 1956